# H. Achmed Schmiede
Hanspeter Achmed Schmiede, auch Hulusi Achmed Schmiede (* 7. Dezember 1935 in Berlin; † 10. Oktober 2010) war ein Übersetzer aserbaidschanischer und türkischer Literatur. Außerdem engagierte er sich als Konvertit zum Islam seit den 1950er Jahren in muslimischen Gemeinden Deutschlands (vor allem Münchens und Berlins).

## Leben und Wirken
Schmiede konvertierte 1957 zum Islam. 1958 war er Mitbegründer der konservativ-religiösen Zeitschrift al-Islam (so erschien bereits in der zweiten Ausgabe ein Artikel von Sayyid Abul Ala Maududi), die er jahrelang betreute. In den 1960er Jahren war er ein bedeutendes Mitglied der Münchener Moscheebau-Kommission (Vorläufer der Islamischen Gemeinschaft in Süddeutschland). Bei deren Generalversammlung am 25. März 1962 unter Führung von Said Ramadan wurde er zum Sekretär gewählt. Am 13. April 1966 gehörte Schmiede, der sich zu dieser Zeit auch im Islamischen Zentrum München engagierte, zu den Gründungsmitgliedern der „Muslim-Gemeinde“, des ersten Münchner türkischen Vereins, der in einem Mietshaus in der Nähe des BMW-Werks die erste Gebetsstätte für muslimische Gastarbeiter einrichtete. Mitte Februar 1978 verließ Schmiede nach einer Sitzung der Generalversammlung die Islamische Gemeinschaft in Süddeutschland.
Schmiede war Mitglied der Karl-May-Gesellschaft. Er verfasste mehrere Artikel über türkische oder islamische Themen in Karl Mays Werk (bereits in der ersten Ausgabe der Mitteilungen der Karl-May-Gesellschaft vom September 1969 findet sich einer von Schmiede, der damals Mitglied der Botschaft der Republik Türkei war und in Sinzig wohnte) und veröffentlichte sogar ein Gedicht Mays (Sei uns gegrüßt…) in dem von ihm übersetzten Buch Kleines Lehrbuch des Islam.
Die Sammlung aserbaidschanischer Märchen Die versteinerte Stadt (1975), die der damals in Berlin lebende Schmiede für die in der DDR verlegte Reihe Märchen der Völker der Sowjetunion übersetzte, war nach seiner Auskunft das erste direkt aus dem Aserbaidschanischen ins Deutsche übersetzte Buch seit über hundert Jahren.
Schmiede war Mitarbeiter der DİTİB. Für diese übersetzte er auch zahlreiche islamische Schriften ins Deutsche.
Ende 1987 wurde Schmiede Mitglied im Verein für die Geschichte Berlins, für deren Mitteilungsblatt er einen Artikel über den ottomanischen Botschafter Aziz Ali Efendi verfasste, der 1798 auf dem Türkischen Friedhof Berlin beerdigt wurde.
Für seine Übersetzung von Dede Korkut's Buch – Das Nationalepos der Oghusen wurde Schmiede 1997 durch die Staatliche Universität Baku die Ehrendoktorwürde verliehen. Außerdem ernannte ihn die Nationale Akademie der Wissenschaften Aserbaidschans zum Leitenden Wissenschaftlichen Mitarbeiter der dortigen Abteilung für Textforschung und übertrug ihm die vollständige Neuauswertung und Vorbereitung einer textkritischen Ausgabe des Dresdner Manuskripts.
In den letzten Jahren seines Lebens übersetzte Schmiede die Reiseberichte verschiedener muslimischer Seefahrer des 16. Jahrhunderts, so von Piri Reis und Barbarossas Mitstreiter Muradi, die er im Eigenverlag in Bad Neuenahr-Ahrweiler veröffentlichte.
Schmiede hatte zwei Söhne. Er verstarb am 10. Oktober 2010 und ist auf dem Kölner Westfriedhof begraben.

## Veröffentlichungen (Auswahl)
- Kleiner islamischer Katechismus (= Veröffentlichungen der Behörde für religiöse Angelegenheiten. Nr. 79). Zusammengestellt von Mehmet Soymen. Übersetzt von Hulusi Ahmed Schmiede. Behörde für Religiöse Angelegenheiten, Ankara 1960.
- Al-Islam. Muslimischer Almanach für das Jahr 1389 nach der Hidschra (1969/1970). Ahmet Sait Matbaası, Istanbul 1969.
- Wir und Karl May. In: Mitteilungen der Karl-May-Gesellschaft. Jahrgang 1, Nr. 1. Hamburg 1969, S. 15–17.
- Aras Ören: Was will Niyazi in der Naunynstraße? Ein Poem. Aus dem Türkischen von H. Achmed Schmiede und Johannes Schenk. Rotbuch Verlag, Berlin 1973, ISBN 3-88022-001-8.
- Aras Ören: Der kurze Traum aus Kagithane. Ein Poem. Aus dem Türkischen von H. Achmed Schmiede. Rotbuch Verlag, Berlin 1974, ISBN 3-88022-120-0.
- Bahtiyar Vahabzade: Ich bin ein Sohn Aserbaidschans… Gedichte. Deutsch mit einer Einleitung von H. Achmed Schmiede. Önder Matbaa, Ankara 1975.
- Die versteinerte Stadt. Aserbaidshanische Märchen. Aus dem Aserbaidshanischen von H. Achmed Schmiede. Illustrationen von Marianne Schäfer. Verlag Volk und Welt, Berlin 1975.
- al-Islam (Hg.): Islam in unserer Zeit (= Schriftenreihe des Islamischen Zentrums München. Nr. 2). Islamisches Zentrum, München 1976. Auch hg. durch Islamische Gemeinschaft in Deutschland e. V. 3. Auflage. Islamisches Zentrum München, München 2005, ISBN 3-89263-002-X.
- Der Hahn und der Padischah. Volksmärchen aus Aserbaidshan. Ausgewählt und aus dem Aserbaidshanischen ins Deutsche übertragen von H. Achmed Schmiede. Edition Holz im Kinderbuchverlag, Berlin 1977.
- Winnetou und Kara Ben Nemsi – unsere Brüder. Der Islam bei Karl May. In: Materialien zur politischen Bildung 2/1980. Bonn 1980, S. 41–43.
- Aysel Özakın: Soll ich hier alt werden? Erzählungen. Aus dem Türkischen von H. A. Schmiede. Buntbuch-Verlag, Hamburg 1982, ISBN 3-88653-017-5. Auch bei Goldmann, München 1988, ISBN 3-442-21026-7.
- Islam lernen – Islam leben! Ein Lern- und Lesebuch für alle Schuljahrgänge (= Die Veröffentlichungen der Stiftung für Türkischen Religiösen Angelegenheiten. No. 19; Reihe der wissenschaftlichen Werke. 4). Gestaltet nach Ahmet Hamdi Akseki Yavrularımıza din dersleri. Zeichnungen und Piktogramme: Hassan-Ingo Schmiede. Türkiye Diyanet Vakfı, Anka 1985.
- Das islamische Gebet. Gestaltet von H. Achmed Schmiede nach Ahmet Hamdi Akseki Yavrularımıza Din Dersleri. Diyanet İşleri Türk-Islam Birliği, Ankara und Köln 1986.
- Freunde des Islam Berlin e. V. in Zusammenarbeit mit dem Türkisch-Islamische Union der Anstalt für Religion e. V. (Hg.): 120 Jahre türkischer Friedhof zu Berlin (= Aktuelle islamische Literatur. Islam aktuell. Nr. 2). Freunde des Islam; Berlin 1987.
- Kleines Lehrbuch des Islam (= Schriftenreihe der Türkisch-Islamischen Union der Anstalt für Religion e. V. 3). Aus dem Türkischen übersetzt. Gestaltet nach einem Werk von Ahmed Hamdi Akseki. Piktogramme: Hassan Schmiede. Türkisch-Islamische Union der Anstalt für Religion, Ankara 1987.
- Karl May und der Islam. In: al-Islam, Folgen 3 bis 6/87 und 1/88.
- Osman Keskioğlu: Das Leben des Propheten Muhammed (= Diyanet Işleri Türk-Islam Birliği. 4). Aus dem Türkischen übersetzt von H. Achmed Schmiede. Diyanet, Ankara 1988.
- Die Sache mit den Pilzen;  Die ganz große Liebe; Glaube und Tat; Ich verrichte das Gebet. In: Monika und Udo Tworuschka: Vorlesebuch fremde Religionen. Für Kinder von 8 - 14. Band 1 (= Judentum – Islam). Kaufmann, Lahr (ISBN 3-7806-2179-7) und Patmos, Düsseldorf (ISBN 3-491-80023-4) 1988.
- Bahtiyar Vahabzade: „Aus Karabaĝ die Melodie…“ Streiflichter aus dem Schaffen des aserbaidschanischen Volksdichters Bahtiyar Vahabzade als Poet, Dramatiker, Erzähler, Publizist und Politiker. Textauswahl und Übertragung aus dem aserbaidschanischen Türkisch H. Achmed Schmiede. Mit einer Betrachtung von Tschingis Aitmatow. Türk Dünyası Araştırmaları Vakfı, Istanbul 1990, ISBN 975-498-033-0.
- Süleyman Hayri Bolay: Die Botschaft des Koran (= Veröffentlichungen der Türkischen Stiftung für Religiöse Angelegenheiten). Aus dem Türkischen übersetzt von H. Achmed Schmiede. Türkiye Diyanet Vakfi, Ankara 1990, ISBN 975-389-044-3.
- Unser Hodscha Nasreddin (= Veröffentlichungen der Türkischen Stiftung für Religiöse Angelegenheiten). Aus dem Türkischen übersetzt von H. Achmed Schmiede. Illustriert von Mustafa Delioğlu. Türkiye Diyanet Vakfı, Ankara u. a. 1990, ISBN 975-389-048-6.
- Ali Aziz Efendi: Intuitionen des Herzens. Tassavvuf – der innere Weg des Islam. Aus dem Osmanischen Türkisch nach Vorlage zweier sich ergänzender Handschriften ins Deutsche übertragen von H. Achmed Schmiede. Türk Dünyası Araştırmaları Vakfı, Istanbul 1990, ISBN 975-498-034-9.
- Der gnadenreiche Koran (Kur'ân-i Kerîm). Originaltext mit deutscher Übersetzung (= Publikationen der Türkischen Religionsstiftung. 33). Übersetzung von Max Henning. Redaktion und Gesamtkonzeption H. Achmed Schmiede. Editionsvorbereitung Halil Öztürk. Türkisch-Islamische Union der Anstalt für Religion e. V., Ankara 1991, ISBN 975-389-053-2.
- Zülmette veten duyğuları. Kızıl Rus ve Şahlık İran istibdadı yıllarında Azerbaycan şiirinden örnekler (= Sanat ve edebiyat kitapları serisi. 2; Türkiye Diyanet Vakfı yayınları. no. 60). Türkiye Diyanet Vakfı, Ankara 1991, ISBN 975-389-051-6.
- Aysel Özakın: Deine Stimme gehört dir. Erzählungen (= Sammlung Luchterhand. 1103). Aus dem Türkischen von Hanne Egghardt und H. A. Schmiede . Luchterhand, Hamburg und Zürich 1992, ISBN 3-630-71103-0.
- Hayrettin Karaman: Erlaubtes und Verwehrtes (= Publikationen der Türkischen Religionsstiftung. 54). Aus dem Türkischen übersetzt von H. Achmed Schmiede. 2. Auflage. Türkiye Diyanet Vakfı, Ankara 1993, ISBN 975-389-043-5.
- Ali Fuad Başgil: Auf ein Wort, junge Leute! Im Téte-à-Téte mit der Jugend (= Publikationen der Türkischen Religionsstiftung). Übersetzung H. Achmed Schmiede. 2. Auflage. Türkiye Diyanet Vakfı, Ankara 1994, ISBN 975-389-031-1.
- Dede Korkut's Buch. Das Nationalepos der Oghusen (= Kitab-i Dede Korkut). Aus dem oghusischen Türkisch von H. Achmed Schmiede. Illustrationen von Lilija Dinere. Verlag Anadolu, Hückelhoven 1995, ISBN 3-86121-034-7. Auch beim Kültür ve Turizm Bakanlığı, Türkei 1995, ISBN 975-17-1550-4.
- M. Yaşar Kandemir: Ich lerne meinen Propheten kennen. Aus dem Türkischen übersetzt von H. Achmed Schmiede. Damla Yayınevi, Istanbul 1998.
- An solchen eigenartigen Bezeichnungen ist stets Wahres […] (Geographische Predigten). In: Mitteilungen der Karl-May-Gesellschaft. Jahrgang 31, Nr. 121. Hamburg 1999, S. 10–12.
- M. Zekâî Konrapa: Muhammed el-Emin. Mensch – Prophet – Staatsmann. (Siyer-i Nebi) (= Veröffentlichungen der Türkisch-Islamischen Union der Anstalt für Religion e. V.). Bearbeitung und deutsche Übersetzung H. Achmed Schmiede. Diyanet İşleri Türk-İslam Birliği, Köln und Ankara 2000.
- SARK ÇEMBERI – Karl May spricht türkisch! In: Mitteilungen der Karl-May-Gesellschaft. Jahrgang 36, Nr. 139. Hamburg 2004, S. 30–33.
- Pirî Reis: Von Meeren und Entdeckern. Einleitung zu: Das Buch der Seefahrt (Kitab-i Bahriye). Übersetzung aus dem Osmantürkischen auf der Grundlage der Handschrift Ayasofya (Istanbul) 2612. H. A. Schmiede, Bad Neuenahr-Ahrweiler 2006. 2007 und 2009 ebenda in erweiterter und korrigierter Ausgabe, Übersetzung aus dem Osmantürkischen auf der Grundlage der Handschriften Ayasofya 2612 (Süleymaniye Kütüphanesi, Istanbul) und Mscr. Dresd. Eb 389 (Sächsische Landesbibliothek, Dresden).
- Altvater Korkut's Buch. Das oghusische Nationalepos; übersetzt aus der im Besitz der Staatsbibliothek zu Berlin – Preußischer Kulturbesitz, Orientabteilung, stehenden Handschrift Ms. Diez A Fol. 61 = (Kitab-i Dede Qorqud). H.A. Schmiede, Ahrweiler 2007.
- Seyyid Muradi: Freibeuter und Admiral. Die Kapernfahrten des Kapudan Pascha Chaireddin Barbarossa. Nach dessen eigenen Schilderungen niedergeschrieben von seinem Mitstreiter Muradi. Nach der türkischen Fassung von Ertuğrul Düzdağ. Deutsche Übersetzung und Vorwort: H. Achmed Schmiede. H. A. Schmiede, Bad Neuenahr-Ahrweiler 2007.
- Seydi Ali Reis: Der Spiegel der Länder. Nach den im Besitz der Staatsbibliothek zu Berlin Preußischer Kulturbesitz – Orientabteilung – befindlichen Handschriften Diez A. 8.̊181 und Diez A. 8.̊28 in die deutsche Sprache übersetzt von H. Achmed Schmiede. H. A. Schmiede, Bad Neuenahr-Ahrweiler 2007.
- Pirî Reis: Das Buch der Seefahrt (Kitâb-i Bahrîye). 2 Bände. Deutsche Übersetzung der vierbändigen Ausgabe der Fotowiedergabe der in der Hagia-Sophia-Bibliothek Istanbul unter der Kennung 2612 liegenden Handschrift von H. Achmed Schmiede. H. A. Schmiede, Bad Neuenahr-Ahrweiler 2009.